# What About Me (album Anne Murray)
What About Me è il primo album in studio della cantante canadese Anne Murray, pubblicato nel 1968.

## Tracce
1. What About Me (Scott McKenzie) - 3:09
2. Both Sides Now (Joni Mitchell) - 3:22
3. It's All Over (Alan MacRae) - 2:09
4. Some Birds (Ken Tobias)
5. For Baby (John Denver credited as Deutshendorf) - 4:31 (medley total for tracks 4 & 5)
6. Paths of Victory (Brian Ahern) - 1:54
7. David's Song (David Wiffen) - 3:10
8. There Goes My Everything (Dallas Frazier) - 3:25
9. Buffalo in the Park (Brian Ahern, William Hawkins) - 2:52
10. Last Thing on My Mind (Tom Paxton) - 2:28
11. All the Time (Mel Tillis, Wayne Walker) - 2:39